# Erich I. (Braunschweig-Lüneburg-Calenberg-Göttingen)

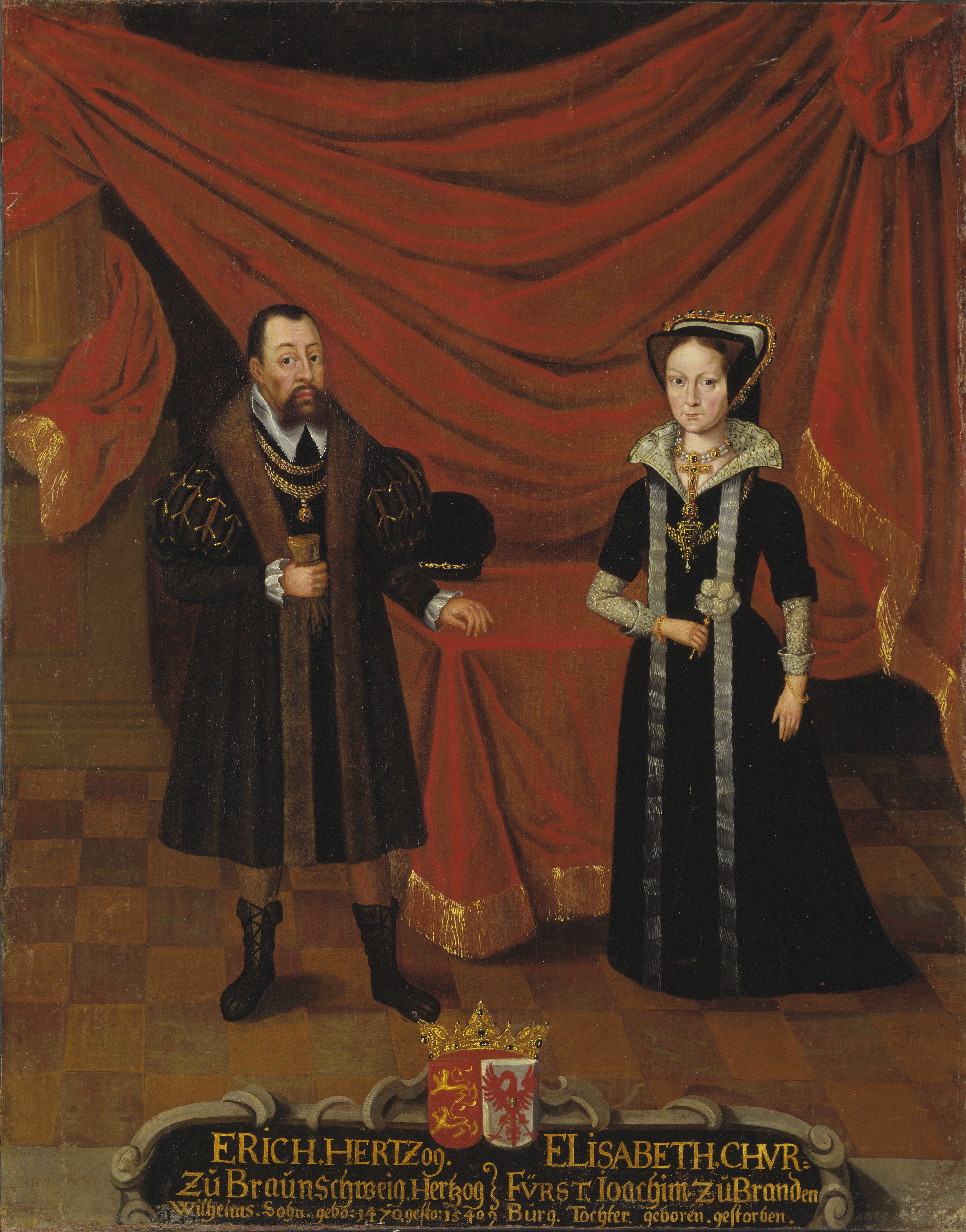
Erich mit seiner zweiten Ehefrau Elisabeth, ca. 1530

Erich I., „der Ältere“ (* 16. Februar 1470 in Neustadt am Rübenberge auf der Rovenburg; † 30. Juli 1540 in Hagenau/Elsass) war ab 1495 Herzog zu Braunschweig-Lüneburg und regierender Fürst von Calenberg-Göttingen.

## Leben und Wirken

### Herkunft
Erich gilt als Begründer der Calenberger Linie des Hauses Braunschweig-Lüneburg, sein 1503 verstorbener Vater Wilhelm II. teilte bereits vor seinem Tod 1495 seine Länder unter seinen Söhnen Heinrich und Erich auf. Erich erhielt die Fürstentümer Calenberg und Göttingen, Heinrich das Fürstentum Braunschweig-Wolfenbüttel. Bereits in seiner Jugend reiste Erich als Pilger nach Jerusalem und bereiste Italien, bevor er in die Dienste Kaiser Maximilians trat.

### Im Dienste des Kaisers

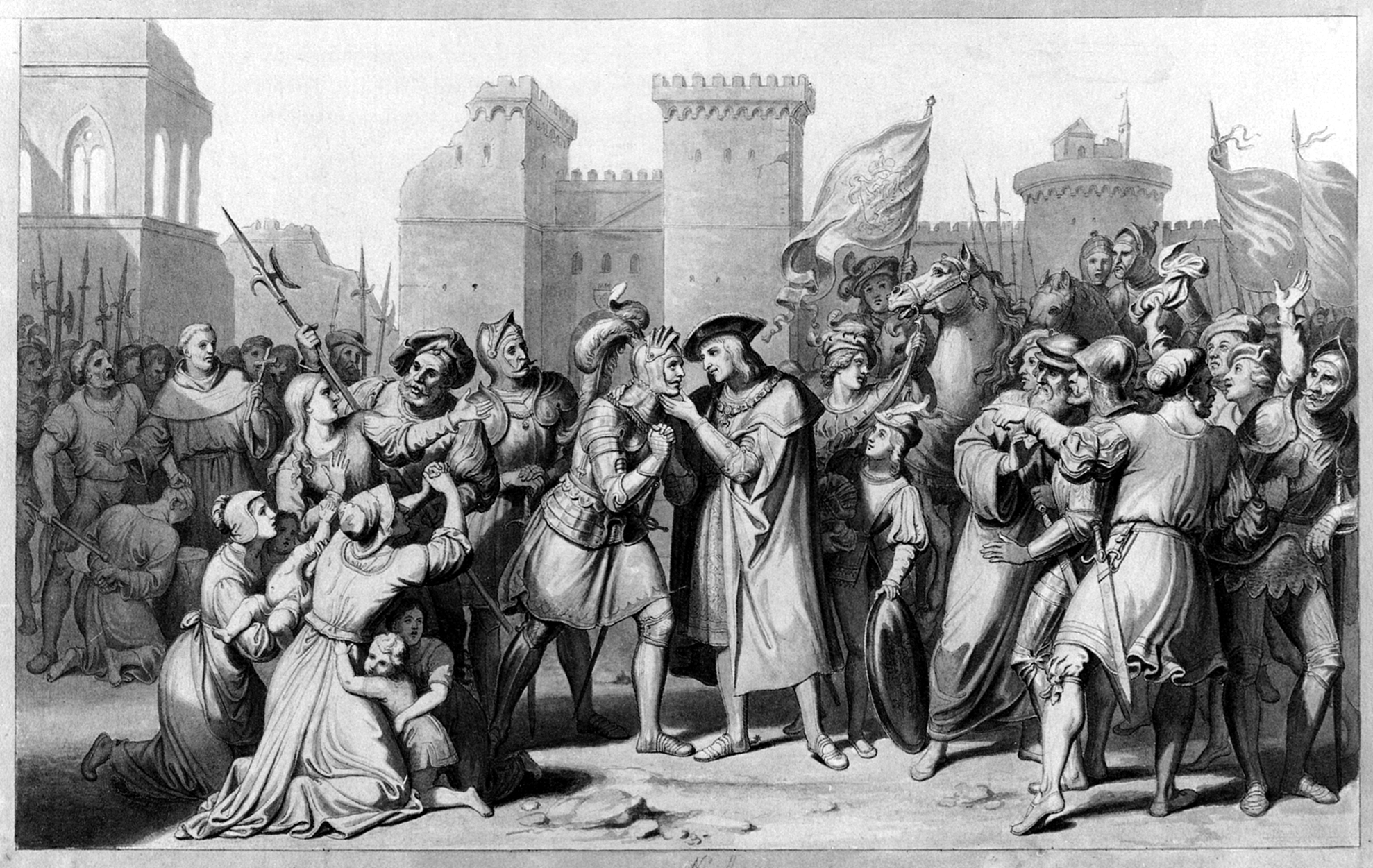
Herzog Erich der Ältere von Calenberg bekommt vom Kaiser Maximilian vor der Festung Kufstein in Tirol eine symbolische Ohrfeige, weil er es gewagt hat, den Kaiser um das Leben der Besiegten zu bitten. Da Herzog Erich dem römisch-deutschen König 1504 in der Schlacht bei Regensburg das Leben gerettet hatte, erfüllt der spätere Kaiser die Bitte seines Patensohnes und lässt die Bewohner der Burg frei

Schon in jungen Jahren zeichnete sich Erich als tapferer Kämpfer an der Seite des römisch-deutschen Königs aus und nahm 1497 an einem Feldzug gegen die Türken teil. Er kämpfte in späteren Kriegen gegen Venedig, die Eidgenossenschaft und Frankreich mit. Im bayerisch-landshutischen Krieg rettete er 1504 dem späteren Kaiser in der Schlacht von Wenzenbach das Leben, woraufhin er vor diesem zum Ritter geschlagen wurde.
Erich I. war der zweite Sohn Herzog Wilhelms II. von Braunschweig-Wolfenbüttel († 1503) und erhielt bereits vor dessen Tod in der Erbteilung mit seinem älteren Bruder, Herzog Heinrich dem Älteren (1463–1514), im Jahr 1491 beziehungsweise 1494 die Herrschaft über das Fürstentum Calenberg-Göttingen, während sein Bruder Braunschweig-Wolfenbüttel erhielt. 1505 machte der 35-jährige Herzog Neustadt am Rübenberge zum zweiten Regierungssitz.
Nachdem die erste Ehe des Herzogs mit der Witwe Erzherzogs Sigismund von Österreich, Katharina von Sachsen, kinderlos geblieben war, heiratete er nach ihrem Tod am 7. Juli 1525 die erst 14-jährige Elisabeth von Brandenburg. Aus dieser Ehe ging der ersehnte Nachfolger Erich II. (1528–1584) hervor. Als Elisabeth 1528 im Kindbett erkrankte, machte sie dafür die Hexerei der Geliebten ihres Mannes, Anna Rumschottel, verantwortlich. Sie zwang ihren Mann zu einem Inquisitionsprozess. In der Folge wurden mehrere Frauen verbrannt, die Geliebte ließ der Herzog entkommen. Sie wurde jedoch später in Hameln verbrannt.
Bei der Hildesheimer Stiftsfehde (1519–1523) eroberte er zusammen mit Heinrich dem Jüngeren von Wolfenbüttel 1521 Burg Hunnesrück. Sie liegt auf einer Anhöhe nahe dem heutigen Stadtteil Hunnesrück von Dassel. Vom Höhenzug Hatop beschoss er die Burg mit schwerem Geschütz. Er gab sie aber nach kurzer Zeit auf. Etwa 3 km weiter östlich ließ er in einer sumpfigen Niederung von 1527 bis 1530 die durch einen breiten Wassergraben und hohe Wälle geschützte Erichsburg errichten. Sie wurde nach seinem 1528 geborenen Leibeserben, dem späteren Herzog Erich II. benannt. Erich I. diente sie zeitweise als Amtssitz. Während der Bauzeit bewohnte er die alte Burg Hunnesrück.
Nach der Fehde fielen das Amt Koldingen und Poppenburg laut den Bestimmungen des Quedlinburger Rezesses an Herzog Erich I. Im Jahr 1523 stellte sich die Klosterpfarrei St. Andreas in Derneburg unter den Schutz Erichs I. von Calenberg, weil immer wieder Plünderungen durch die Reiter Herzog Heinrichs II. von Braunschweig-Lüneburg stattfanden.

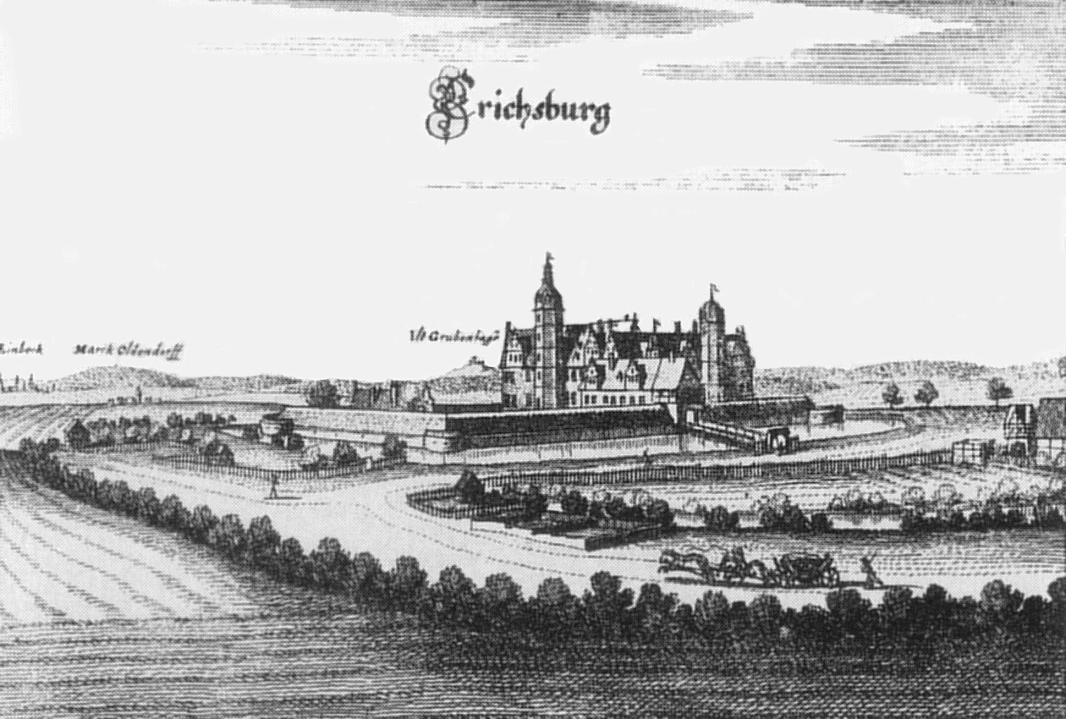
Die Erichsburg, benannt nach Erichs gleichnamigem Sohn, als Merian-Kupferstich um 1650

1529 erlaubte Erich der Stadt Hannover ein jährliches Schützenfest abzuhalten, das heute als Schützenfest Hannover weltweit das größte seiner Art ist. 1530 nahm Herzog Erich I. Aerzen wieder in Besitz für die Welfen (sein Wappen ist über der Tür im Nordflügel der Burg angebracht).
1538, knapp 21 Jahre nach dem Thesenanschlag Martin Luthers, ließ Elisabeth sich öffentlich in einem Gottesdienst das Abendmahl in beiderlei Gestalt reichen. Fortan war die Ehe konfessionsverschieden. Der Herzog blieb katholisch, die Herzogin war lutherisch. 1539 vereinigte Erich I. die bisherigen Ämter Hunnesrück, Lüthorst und Lauenberg zum neuen Amt Erichsburg. Dieses bestand in seiner Form bis 1643.
Herzog Erich I. verstarb am 30. Juli 1540 beim Reichstag in Hagenau. Sein Sohn Erich II. war noch ein Kind, weshalb seine Mutter, die Herzogin Elisabeth, für fünf Jahre die Regierungsgeschäfte übernahm. Er hinterließ hohe Schulden, die mit 900.000 Talern beziffert wurden, sowie zwei wichtige Bauten: die Erichsburg bei Dassel und die von ihm wieder hergestellte Burg Calenberg. Seine Beisetzung fand erst 1541 in der Mündener St. Blasiikirche statt, nachdem seine Leiche ein Jahr nach seinem Tod gegen Bezahlung seiner Schulden in Hagenau hatte ausgelöst werden können. Dazu musste jeder Untertan seines Herzogtums 16 Pfennige bezahlen. Das schon vor dem Tod des Herzogs von Loy Hering geschaffene Epitaph ist im Chorraum der Blasiikirche erhalten und zählt zu den Hauptwerken südniedersächsischer Renaissance-Skulptur.

## Nachkommen
Herzog Erich hatte aus seiner zweiten Ehe mit Elisabeth von Brandenburg einen Sohn und drei Töchter:
- Elisabeth (* 8. April 1526; † 19. August 1566) ⚭ (1543) Graf Georg Ernst von Henneberg (1511–1583)
- Erich II., Herzog von Braunschweig-Calenberg (* 10. August 1528; † 17. November 1584)

⚭ (1545–1573) Sidonie von Sachsen (* 8. März 1518; † 4. Januar 1575), Tochter von Heinrich von Sachsen und Katharina von Mecklenburg
⚭ (1576) Dorothea von Lothringen (* 24. August 1545; † 2. Juni 1621), Tochter von Franz I. von Lothringen und Christina von Dänemark
- Anna Maria (* 23. April 1532; † 20. März 1568) ⚭ (1550) Albrecht d. Ä., Markgraf von Brandenburg-Ansbach, Herzog von Preußen (1490–1568)
- Katharina (* 1534; † 10. Mai 1559) ⚭ (1557) Wilhelm von Rosenberg, Oberburggraf von Böhmen (1535–1592)

## Rezeption
Nach ihm wurde der Ort Erichshagen, heute Ortsteil der Stadt Nienburg/Weser, benannt. Er hatte die Siedlung nahe der Burg Wölpe gegründet, die er nach Zerstörungen in der Hildesheimer Stiftsfehde als Schloss wieder herrichten ließ.